# Simon Kimbangu

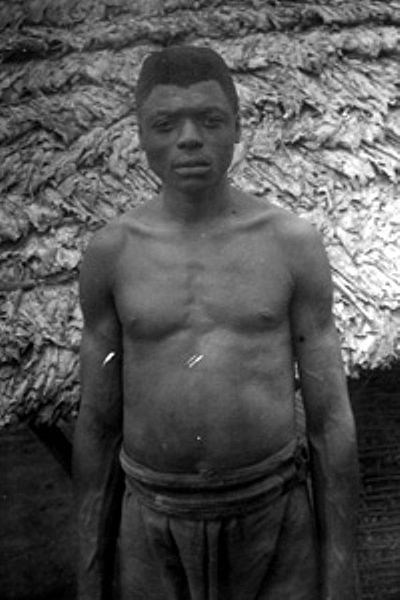
Simon Kimbangu

Simon Kimbangu (ur. 24 września 1889 w Nkamba k. Mbanza-Ngungu, zm. 12 października 1951 w Lubumbashi) – kongijski działacz religijno-społeczny, założyciel afrochrześcijańskiego kościoła kimbangistów. Był on prorokiem ludu Bakongo zamieszkującego Kongo Belgijskie (dzisiejsza Demokratyczna Republika Kongo). Do roku 1921, kiedy to został aresztowany przez kolonialne władze belgijskie, uzdrawiał chorych i głosił tożsamość chrześcijańskiego Boga z Nzambi – Najwyższą Istotą ludu Bakongo. Z czasem wokół osoby Simona Kimbangu rozwinął się ruch religijny z licznymi odniesieniami społeczno-politycznymi.